# Andrej Karlin

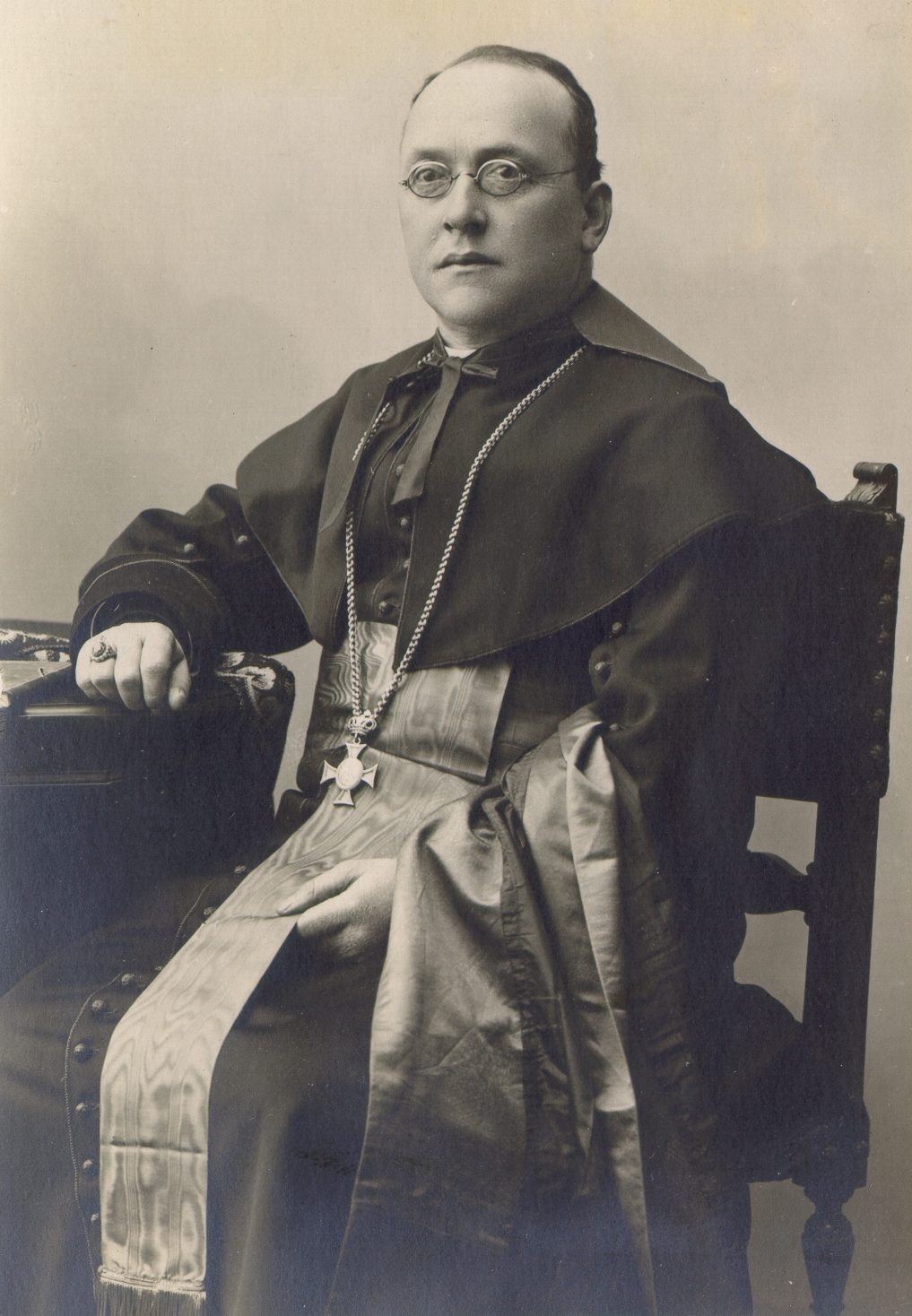
Bisschop Andrej Karlin

Andrej Karlin (Stara Loka, 15 november 1857 – Maribor, 5 april 1933) was bisschop van Triëst-Capodistria (1911-1919) in het keizerrijk Oostenrijk. Aldus was Karlin de laatste bisschop van Triëst onder de vijf eeuwen Oostenrijks bewind van Triëst. Hij zetelde in het Hogerhuis in Wenen (1917-1918).
Karlin was vervolgens titulair bisschop van Themiscyra (1919-1923) in Turkije en bisschop van Lavant (1923-1933) in het koninkrijk Joegoslavië. Hij was de eerste niet-prins-bisschop van Lavant.

## Levensloop
Karlin werd geboren in Stara Loka of in het Duits Altlack, een dorp in de gemeente Škofja Loka gelegen in het hertogdom Krain. Het hertogdom Krain was een van de kroonlanden van het keizerrijk Oostenrijk. De ouders van Karlin waren Sloveenstalige landbouwers.
Nadat hij als priester afstudeerde (1880) in Ljubljana of in het Duits Laibach, hoofdstad van Krain, werkte hij als onderpastoor. Tien jaar later trok hij naar Rome (1890). Hij doctoreerde in het kerkelijk recht (1892). Terug in Ljubljana werd Karlin benoemd tot kanunnik van de kathedraal van Ljubljana (1900). Het was het begin van zijn kerkelijke carrière. In 1910 volgde zijn benoeming tot bisschop van Triëst-Capodistria; de bisschopszetel stond in de Vrije rijksstad Triëst, die onder Oostenrijks bestuur stond. De bisschop stond bekend als promotor van kerkmuziek.
Karlin deed ook aan politiek. Hij zetelde als afgevaardigde in de Landtag van het markgraafschap Istrië van 1910 tot 1918. Bovendien verwierf hij in 1917 een aanstelling voor het leven in het Herrenhaus of Hogerhuis van de Rijksraad van Oostenrijk in Wenen. 
Oostenrijk verloor evenwel de Eerste Wereldoorlog. In 1918, op het einde van de oorlog, stonden de troepen van het koninkrijk Italië in Triëst. De Italianen zetten Karlin af omdat ze hem als een oud-Oostenrijker zagen; zijn moedertaal en deze van zijn familie waren nochtans Sloveens. Fascistische knokploegen drongen het bisschoppelijk paleis binnen. Het was een campagne tegen alle niet-Italianen in Triëst. Karlin nam de vlucht. Een jaar later ontsloeg paus Benedictus XV hem formeel als bisschop van Triëst-Capodistria (1919). In parallel kreeg Karlin de eretitel van bisschop van Themiscyra (1919). Triëst werd officieel Italiaans met het Verdrag van Rapallo (1920). Karlin verdween in het klooster van Sankt Stanislaus in het naburige koninkrijk Joegoslavië, namelijk in Ljubljana in Slovenië. Het was de stad waar hij jaren onderpastoor en kanunnik was geweest.
Paus Pius XI benoemde Karlin tot bisschop van Lavant, waarvan de bisschopstroon stond in Maribor, de tweede grootste stad van Slovenië (1923). De paus had tevens beslist dat bisschoppen van Lavant hun eretitel van prins-bisschop moesten laten vallen. Karlin was daarom de eerste bisschop die geen prins-bisschop was. Ook moest Karlin administrator zijn van stukken uit voormalige Oostenrijks-Hongaarse bisdommen die in Joegoslavië verspreid lagen; het waren stukken van het bisdom Gurk, Seckau en Szombathely of in het Duits Stainamanger. Karlin bleef bisschop van Lavant tot zijn dood in 1933.

## Werken
Karlin publiceerde de volgende werken, alle in de Sloveense taal:
- Mestnofarna cerkev sv. Jakoba v Ljubljan (1886): een beschrijving samen met A. Zlogar over de Sint-Jakobskerk in Ljubljana.
- Zgodovina razodetja božjega v star zavezi (1896): een werk over het Oude Testament
- Zgodovina razodetja božjega v novi zavezi (1897): een werk over het Nieuwe Testament
- V Albanskih gorah (1898): een reisverhaal naar Albanië
- V Kelmorajn (1903): een reisverhaal naar Keulen.